# Лена Кленке
Лена Кленке (нім. Lena Klenke; нар. 25 грудня 1995) — німецька акторка, відома завдяки своїй ролі Лізи Новак в німецькому серіалі Netflix «Як продавати наркотики онлайн (швидко)». 

## Життєпис
Лена Кленке здобула освіту у Вільному університеті Берліна.

### Кар'єра
Вона почала свою акторську кар'єру у 2010 році у фільмі «Das letzte Schweigen» і зіграла головні ролі в деяких німецьких фільмах і серіалах. У 2013 році вона знялася в ролі камео в фільмі «Відпадний препод». У 2019 році вона зіграла роль в комедійній драмі Netflix «Як продавати наркотики онлайн (швидко)».